# دهستان شیرینک
دهستان شیرینک، یکی از دهستان‌های بخش گلزار شهرستان بردسیر در استان کرمان ایران است. مرکز این دهستان، روستای شیرینک است.

## جمعیت
بر پایه سرشماری عمومی نفوس و مسکن در سال ۱۳۹۵، جمعیت دهستان شیرینک برابر با ۲٬۱۴۹ نفر بوده‌است.